# Casa Bodescu
Casa Bodescu (în prezent sediul Oficiului Stării Civile) este o clădire de importanță arhitecturală și istorică din Bălți. A fost construită pe teritoriul conacului urban al ultimilor proprietari ai Bălților. Casa este ridicată la începutul secolului al XX-lea, când orașul Bălți, prin relații de mariaj, intră în proprietatea moșierului Bodescu, consilier imperial. Inițial casa avea doar un singur nivel. După decesul capului de familie, clădirea este scoasă în vânzare și cumpărate de administrația orașului în 1914. Până la 1918 în această clădire s-a aflat zemstva orașului. La 3 martie 1918 aici a fost votată unirea cu România. În perioada interbelică clădirea a servit drept local prefecturii județului Bălți.
A fost cea mai arătoasă casă din oraș, construită în mijlocul grădinii conacului. În 1934, Etti-Rosa Spirer realizează proiectului de „Amplificare a Casei Bodescu pentru sediul Prefecturii”. Clădirii cu un nivel i s-a mai adăugat un etaj și este schimbatul planul. Intrarea principală este accentuată prin 6 coloane în stil ionic, pe care se sprijină balconul de la etajul doi. Astăzi este considerată una dintre cele mai frumoase clădiri din Bălți. În perioada sovietică, în anii 1950-60 aici s-a aflat „Palatul pionerilor”, iar din anii 1970 – Oficiul Stării Civile.
Între anii 2024 și 2025 edificiul a fost restaurat, fiind efectuate lucrări ce țin de reconstrucția acoperișului, schimbarea tâmplăriei, inclusiv ferestrele, reabilitarea exterioară a clădirii, reparații interioare, modernizarea sistemelor inginerești etc., în concordanță cu normativele de restaurare a clădirilor istorice.

## Galerie de imagini

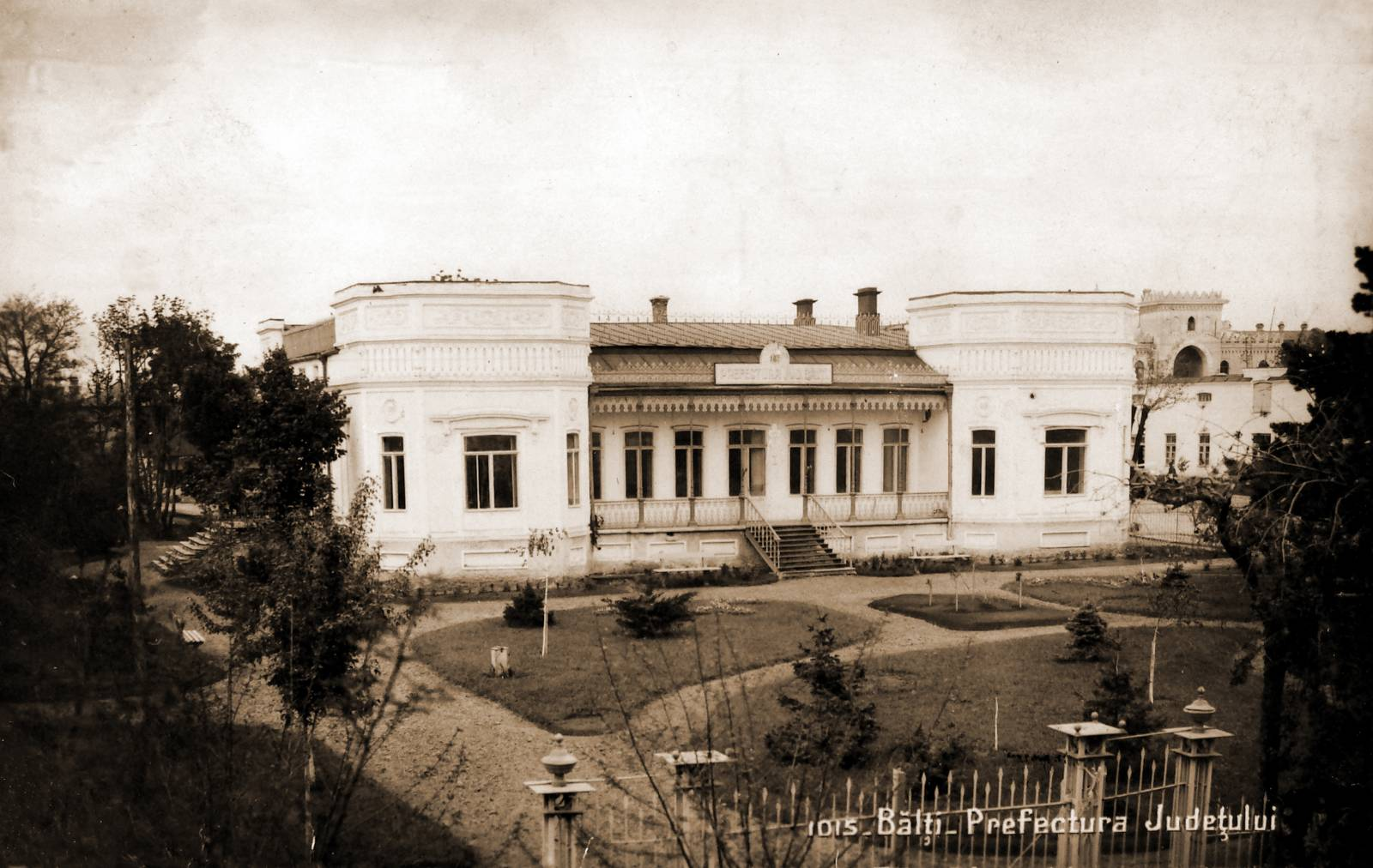
Aspect inițial.
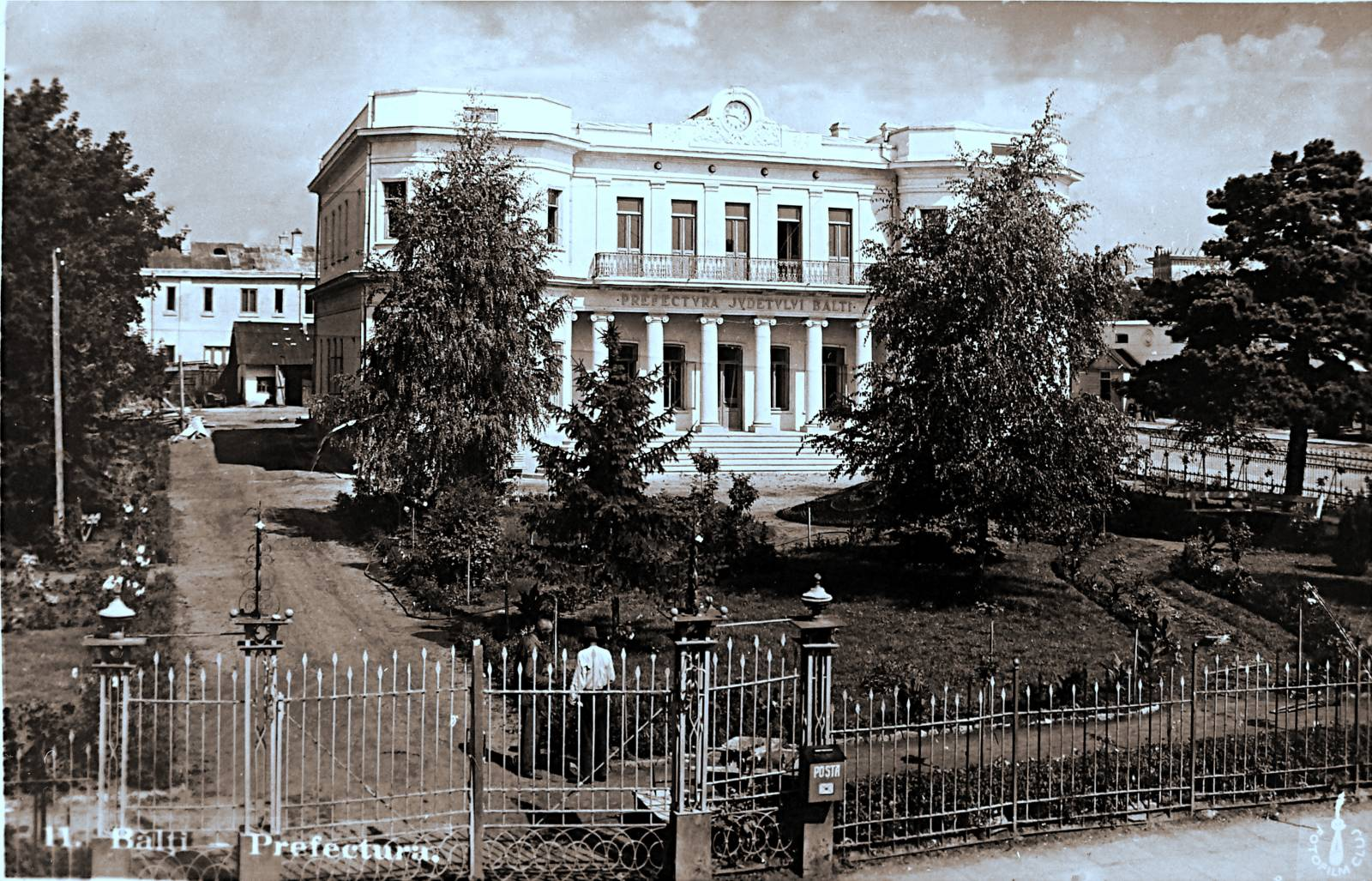
Edificiul că prefectură a județului Bălți, după adăugarea niveului (anii 1930).
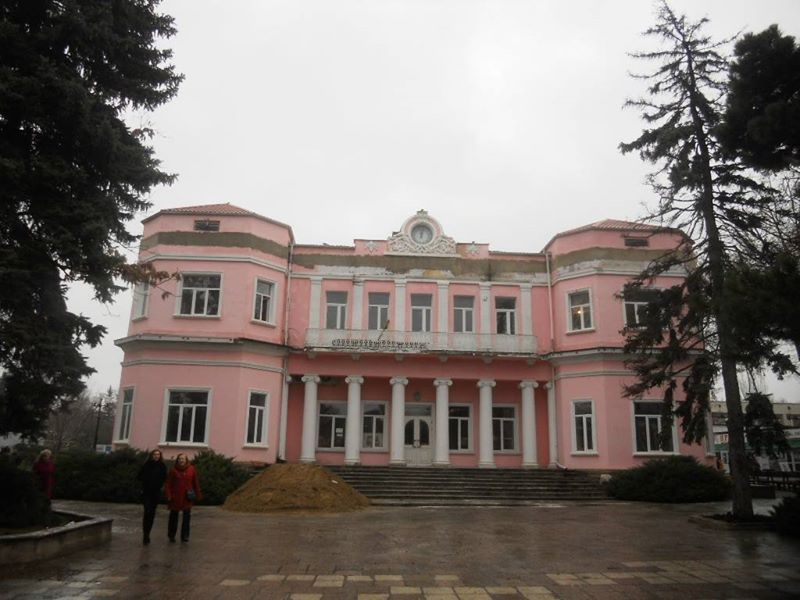
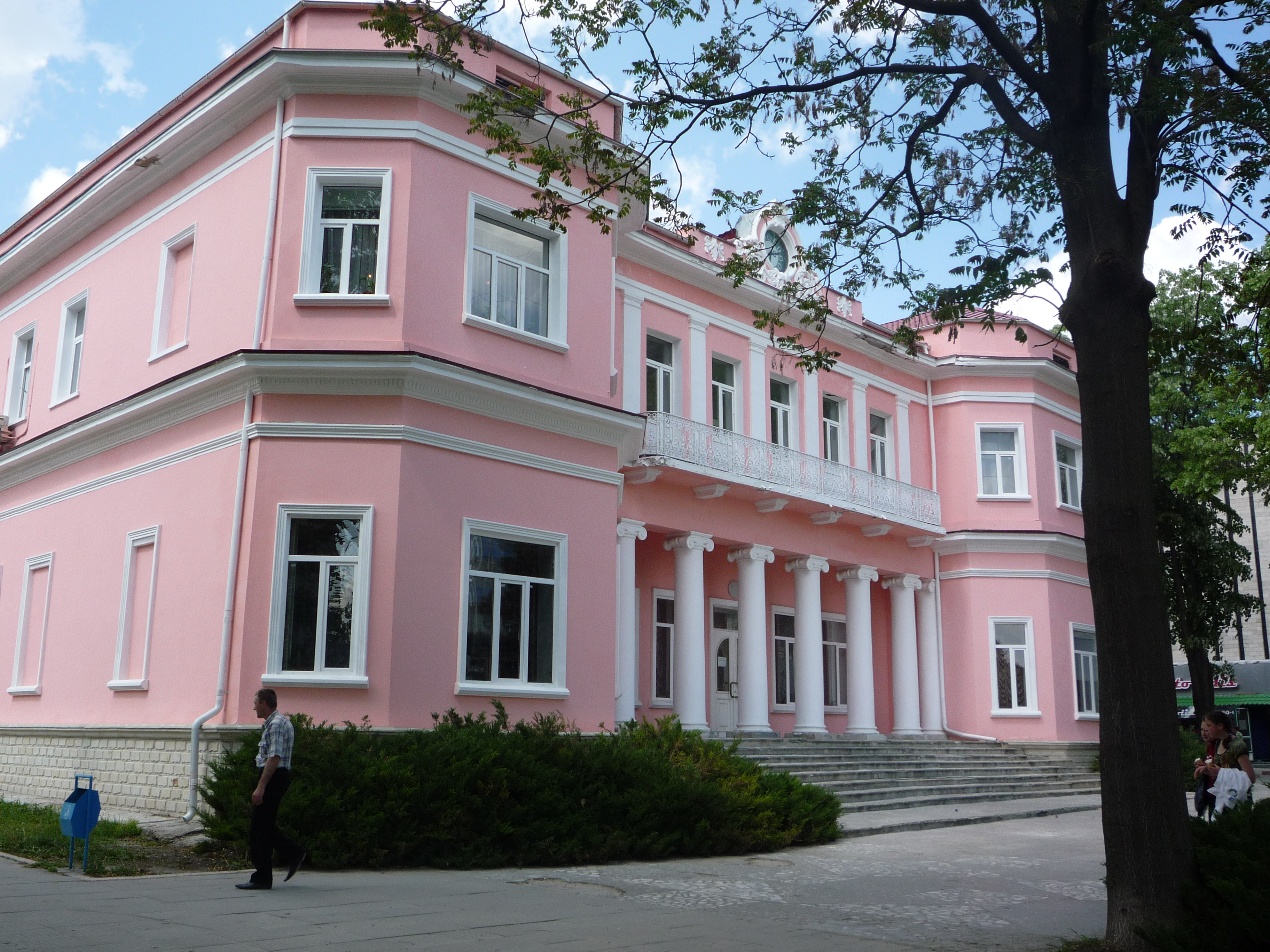
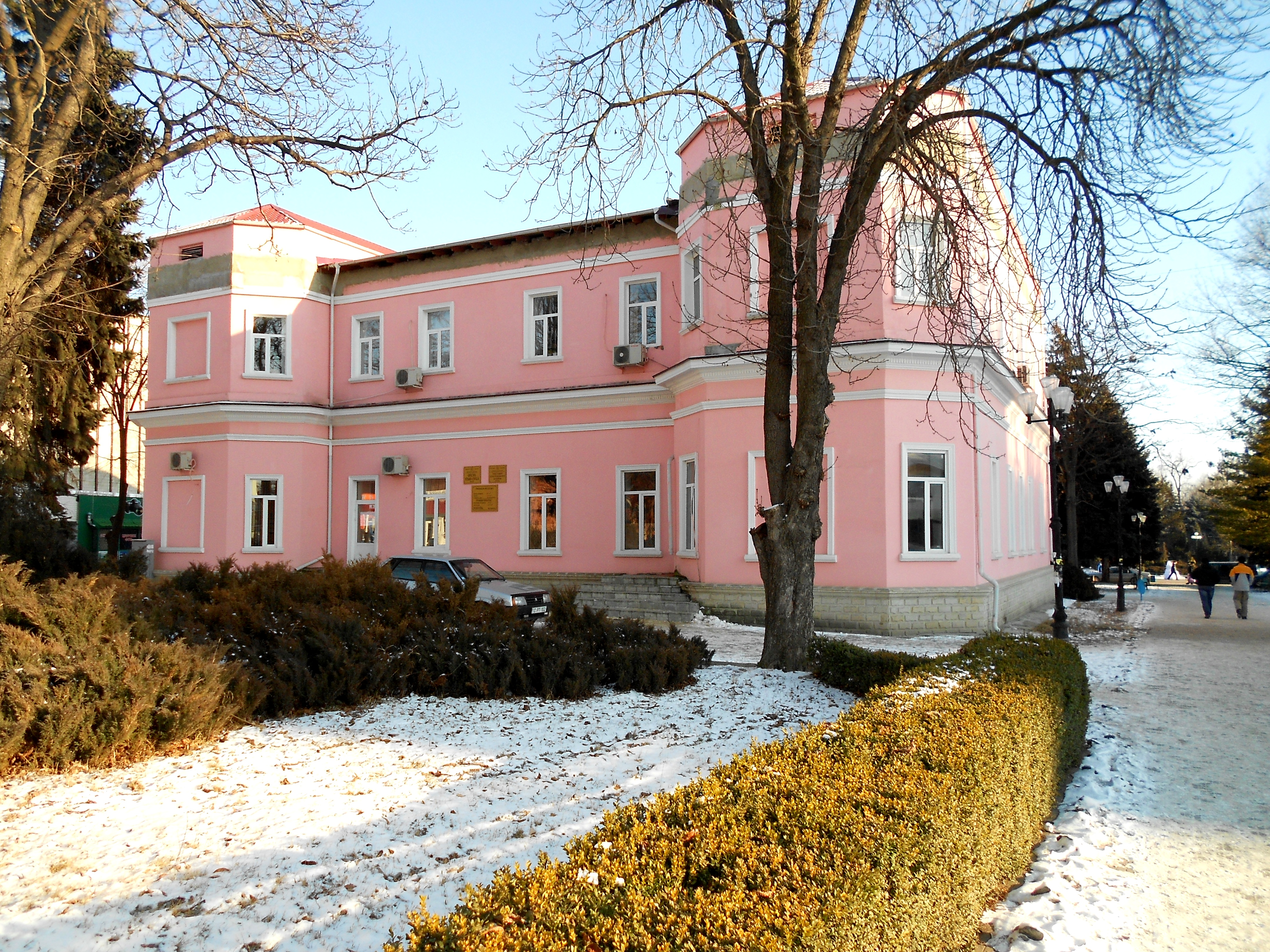